# Wastl Fanderl
Sebastian „Wastl“ Fanderl (* 24. Juni 1915 in Bergen (Chiemgau); † 25. April 1991 in Frasdorf) war ein deutscher Musiker, Volksliedsammler und -vermittler.

## Leben
Fanderl erlernte den Beruf seines Vaters, Friseur und Bader. Danach folgte sein Militärdienst bei den Gebirgsjägern, die Kriegszeit (u. a. als Stützpunktfeldwebel auf dem Ausbildungsstützpunkt für Gebirgsausbildung auf der Eppzirler Alm) und die Kriegsgefangenschaft. 1945 heiratete er die Försterstochter und Hauswirtschaftslehrerin Elisabeth Mayer (1922–1999) aus Leogang. 1963 übersiedelte die Familie Fanderl von Bergen, wo sie einen Schreibwarenladen betrieb, nach Frasdorf.
Fanderls volksmusikalischer Werdegang begann 1927, als er zum ersten Mal dem Kiem Pauli begegnete, ihm auf der Zither vorspielte und von ihm zum Liedersammeln angeregt wurde.
Wastl Fanderl spielte in verschiedenen Ensembles, „Die Vier vom Gamsstadl“, dem „Wastl-Fanderl-Quartett“ und der „Stelzenberger Hausmusik“. Bereits 1931 entstanden erste Aufnahmen für den Bayerischen Rundfunk. Wastl Fanderl wurde gefragter Referent bei Singstunden, Singwochen, Sängertreffen, er produzierte über 100 Radio- und Fernsehsendungen, seine Fernsehserie Baierisches Bilder- und Notenbüchl im Bayerischen Rundfunk gilt als klassische Dokumentation zur Volksmusik. Am 14. Juli 1938 beantragte er die Aufnahme in die NSDAP und wurde zum 1. April 1939 aufgenommen (Mitgliedsnummer 7.052.451). Er veröffentlichte Liederbücher, von 1973 bis 1981 war er der erste Volksmusikpfleger des Bezirks Oberbayern. Er liegt auf dem Friedhof von Frasdorf begraben.

## Auszeichnungen
Fanderl wurde mit dem Bayerischen Verdienstorden, der Frasdorfer Bürgermedaille, dem Bayerischen Poetentaler (1968), dem Oberbayerischen Kulturpreis (1980) und postum 1992 mit dem Tobi-Reiser-Preis geehrt.
Die Grundschule in Frasdorf wurde nach ihm zur Feier seines 100. Geburtstags „Wastl-Fanderl-Grundschule“ genannt.

## Familie
Wastl Fanderl und seine Frau Elisabeth sind Eltern von drei Töchtern (Moni, Liserl und Regina). Die jüngste Tochter Regina Fanderl ist Mitarbeiterin des Bayerischen Rundfunks in München und einem breiten Publikum als eine der Moderatorinnen der Volksmusik auf BR Heimat bzw. früher Bayern 1 bekannt.